# Heinz Maier-Leibnitz
Heinz Maier-Leibnitz (28 mars 1911, à Esslingen am Neckar - le 16 décembre 2000 à Allensbach) est un physicien allemand, ayant travaillé en physique nucléaire et en spectroscopie.

## Carrière
Heinz Maier-Leibnitz a effectué ses études secondaires au lycée d'Esslingen, puis a étudié la Physique à l’École supérieure de technologie de Stuttgart et à l'université de Göttingen, où il a soutenu en 1935 sa thèse de doctorat, préparée sous la direction du prix Nobel James Franck.
Il a commencé sa carrière en physique nucléaire comme assistant de Walther Bothe au Kaiser-Wilhelm Institut de recherche médicale à Heidelberg.
L'université technique de Munich l'a appelé en 1952 à reprendre succession de Walther Meißner à la chaire de Physique appliquée. Il fit du laboratoire associé à ce poste, le foyer du renouveau de la recherche nucléaire en Bavière. Il obtint les crédits permettant de construire le premier réacteur nucléaire expérimental allemand, le réacteur Atomei, à Garching bei München, mis en marche en 1957.
C'est l'un des signataires du Manifeste des 18 de Göttingen. En 1967, il devient le premier directeur de l'Institut Laue-Langevin à Grenoble.

## Publications partielles
- Heinz Maier-Leibnitz: Ausbeutemessungen beim Stoß langsamer Elektronen mit Edelgasatomen, Zeitschrift für Physik 95, 499–523 (July, 1935).

- H. Maier-Leibnitz: Absolute Zählrohrmessungen an γ-Strahlen, Zeitschrift für Naturforschung 1, 243 (1946).

- H. Maier-Leibnitz, W. Bothe: Experimental Nuclear Physics, Science 126, 246–247 (9 August 1957).

- H. Maier-Leibnitz and T. Springer: Ein Interferometer für langsame Neutronen, Zeitschrift für Physik 167, 386–402 (August, 1962).

- H. Maier-Leibnitz and T. Springer: The use of neutron optical devices on beam-hole experiments, J. Nucl. Energy 17, 217–225 (1963).

- H. Maier-Leibnitz: Grundlagen für die Beurteilung von Intensitäts- und Genauigkeitsfragen bei Neutronenstreumessungen, Nukleonik 8, 61 (1966: Invention of the neutron backscattering spectrometer).

- Friedrich Hund, Heinz Maier-Leibnitz, and Erich Mollwo: Physics in Göttingen with Franck, Born and Pohl, Eur. J. Phys. 9, 188-194 (1988).

## Livres
- Heinz Maier-Leibnitz Streitbriefe über Kernenergie. Zwei Physiker über Wissenschaft, Fortschritt und Die Folgen (Piper, 1982).

- Peter Kafka and Heinz Maier-Leibnitz Streitbriefe uber Kernenergie (Piper, 1982).

- Heinz Maier-Leibnitz Lernschock Tschernobyl (Interfrom, 1986).

- Heinz Maier-Leibnitz Kochbuch für Füchse. Große Küche - schnell und gastlich [mit Hinweisen für d. Mikrowellenherd] (Piper, 1986).

- Peter Kafka and Heinz Maier-Leibnitz Kernenergie: Ja oder Nein? Eine Auseinandersetzung zwischen zwei Physikern (Piper, 1987).